# Поляки в Україні
Поляки в Україні — національна меншина України, що за переписом 2001 р. налічувала 144 130 осіб. Розселення поляків в Україні історично було пов'язане перш за все з Правобережжям і Східною Галичиною. Саме тут сформувались найчисленніші польські етнографічні громади в межах українського етнічного масиву. Найбільше поляків у 2001 р. проживало у Житомирській (49046 осіб, 3,5% населення), Хмельницькій (23005 осіб, 1,6%) та Львівській (18948 осіб, 0,7%) областях.

## Термін
Під терміном "українські поляки" варто розуміти не лише тих осіб, які є етнічними поляками за національністю і народилися в Україні, але й значно ширшу групу:
Етнічні поляки, що є громадянами України: Це люди, які ідентифікують себе як поляки за національністю, є громадянами України та мешкають на її території. Для багатьох із них польська мова та культура є рідними.
Змішане походження з польськими коренями: Це дуже велика група, яка включає тих, хто має польське походження по батьківській або материнській лінії. Це можуть бути люди, які мають польське прізвище, знають про польське походження своїх бабусь, дідусів, прабабусь чи прадідусів. У їхній родині зберігаються польські традиції, релігійні обряди (переважно римо-католицькі), або пам'ять про польську історію родини. Для українських поляків, незалежно від рівня їхньої мовної асиміляції, вихідною точкою є польська етнічна приналежність. Їхня культура та традиції, навіть якщо вони змішані з українськими, мають польське коріння. Вони можуть зберігати польську мову (хоча й з впливом української), римо-католицьку віру, польські прізвища та сімейні традиції.
Не варто плутати українських поляків з ополяченими українцями. Хоча ці групи мають спільні історичні точки дотику та можуть мати певні подібні культурні риси, вони відображають різні процеси національної ідентифікації та асиміляції.

## Історія

Графік зміни чисельності поляків в Україні

### Перші поселення
Поляки становили значний відсоток на теренах сучасної України ще за часів раннього середньовіччя. Ярослав Мудрий, після походів на Польщу 1030—1031 рр., захопив полонених і розселив їх у долині річки Рось, де вони займалися сільським господарством, а пізніше асимілювалися.
У Києві існував окремий польський квартал поблизу Лядської брами, де у XII ст. була заснована католицька місія.
Детальніші відомості з цієї теми ви можете знайти в статті Поляки в Києві.
У Галицько-Волинській державі чимало поляків служили при князівських дворах.

### Середні віки
Перша хвиля польської колонізації була пов'язана із загарбанням у XIV ст. Галицько-Волинського князівства. Полонізації цього регіону сприяло створення у 1275 р. римо-католицької єпархії з архієпископом у Галичі (з 1412 р. у Львові) та єпископствами у Перемишлі, Холмі й Володимирі-Волинському (з 1428 р. у Луцьку) і щедре обдарування латинського духовенства та чернечих чиновників земельними наділами.
З середини XVI ст. посилилось переселення селян і міської бідноти із східних районів Жешувського, Келецького, Краківського і особливо Люблінського воєводств на західноукраїнські землі, що було спричинене наявністю «свобод» та ослабленням Речі Посполитої після приєднання України до Росії і поразкою у війні з Туреччиною (Бучацький мир 1672 р.).
У XVII—XVIII ст. після Люблінської унії збільшилася кількість переселенців з центральних районів Польщі, Мазовії і частково Мазурського Поозер'я. З часу Люблінської унії лише у Києві налічувалось 6 тис. польських жовнірів.
У період Речі Посполитої (XV-XVIII століття), польська шляхта, духовенство та магнати стали домінуючою верхівкою на Правобережній Україні та Галичині. Вони володіли великими земельними маєтками, активно розвивали міста, будували костели, замки, палаци, що стало невід'ємною частиною українського архітектурного ландшафту.

### XVIII—XIX ст.

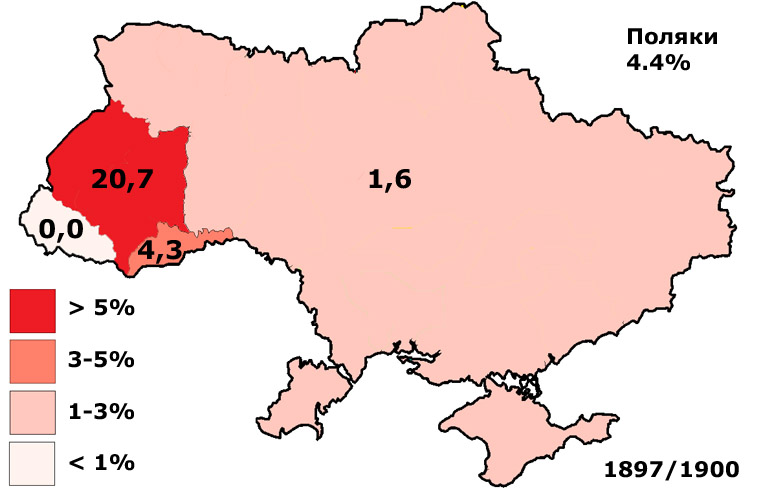
Розселення поляків в Україні за даними переписів 1897/1900 рр.

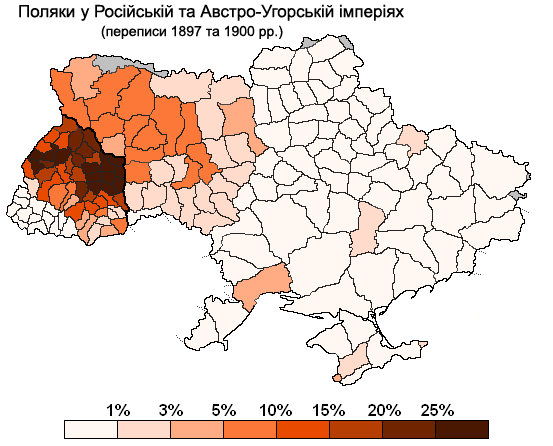
Розселення поляків на території України за даними переписів 1897/1900 рр.

Розселення поляків на території України за даними переписів 1926/1930/1931 рр.

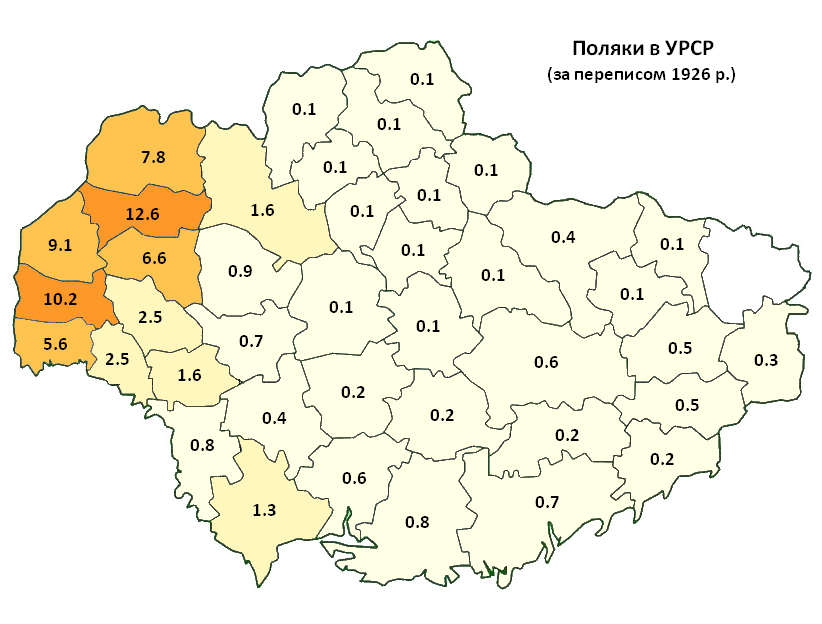
Розселення поляків в УРСР за даними перепису 1926 р.

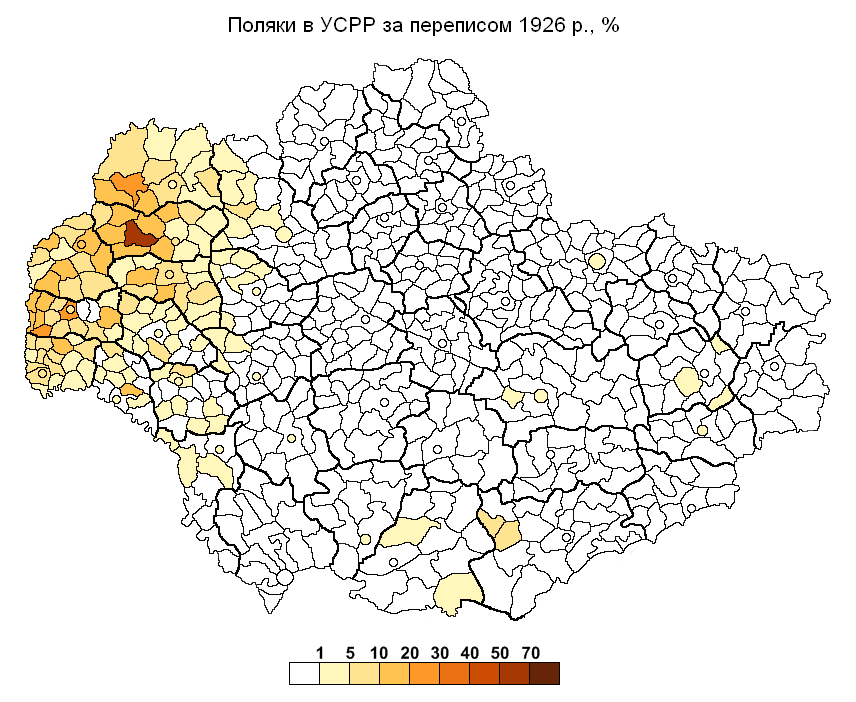
Розселення поляків в УРСР за даними перепису 1926 р.

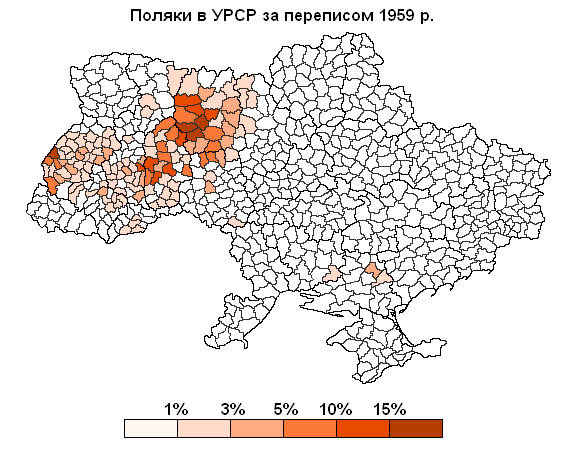
Розселення поляків на території України за даними перепису 1959 р.

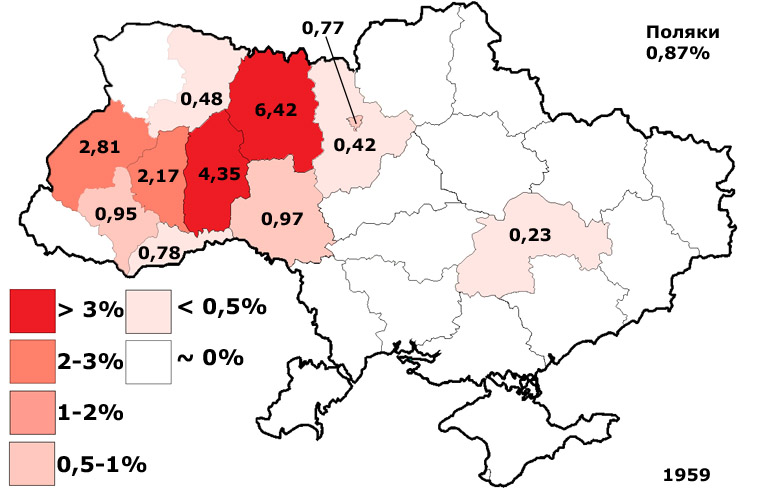
Розселення поляків на території України за даними перепису 1959 р.

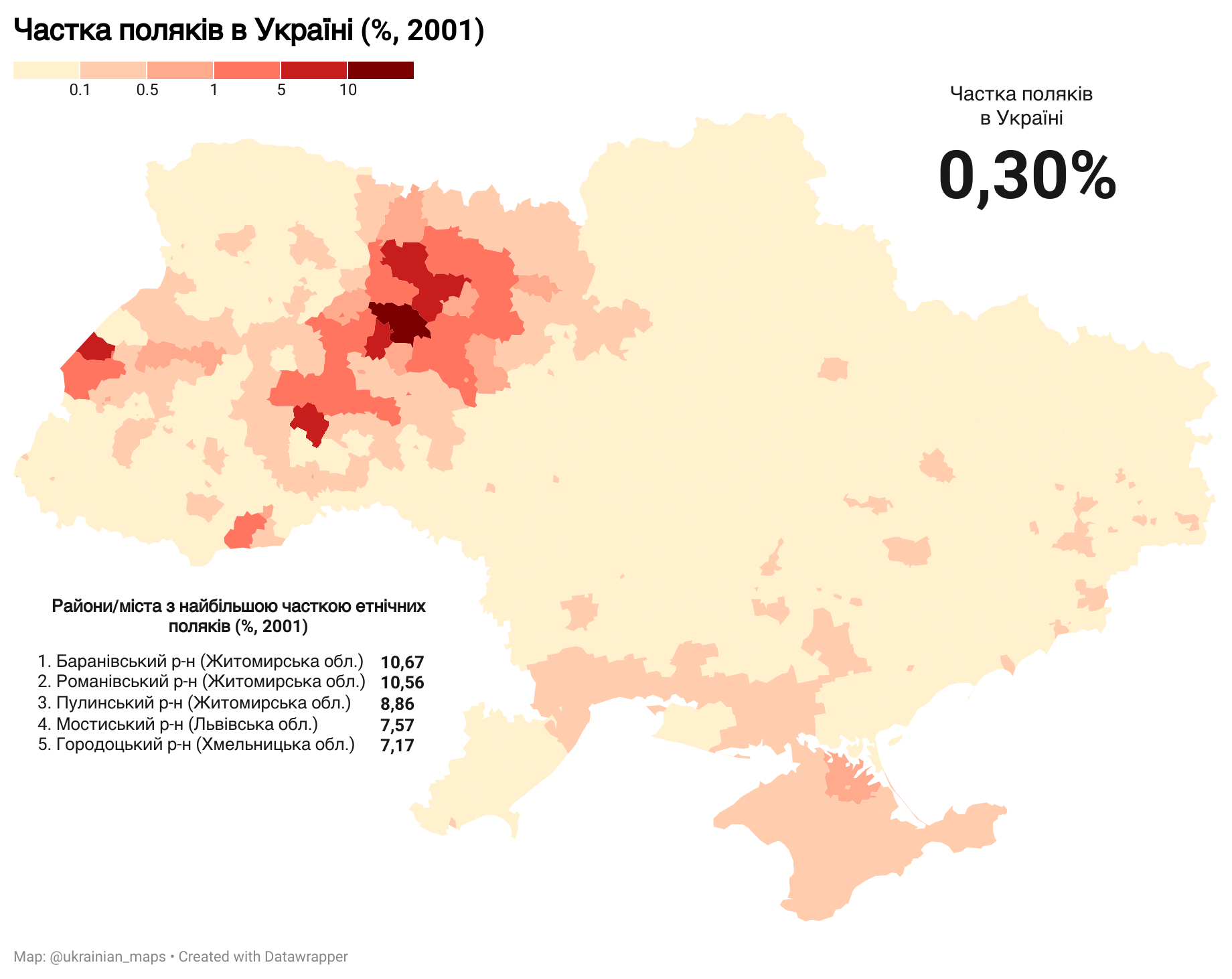
Поляки в Україні (%, 2001)

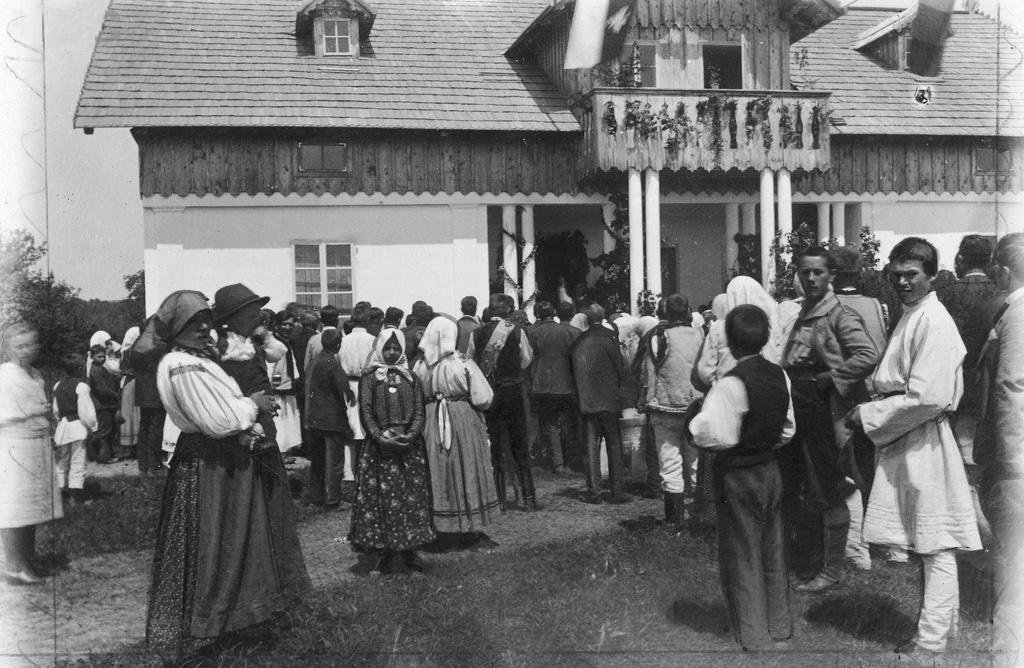
Польські жителі села Банилів-Подільський, 1923

Наприкінці XVIII ст. в усій Правобережній Україні налічувалось близько 350 тис. поляків. У цей період вони становили більшість серед пануючої поміщицької верхівки, католицького духовенства, службовців і меншою мірою — серед «чиншевої шляхти», міщан і селян. Поляки брали участь і у військово-землеробській колонізації Півдня України, заснували ряд селищ у складі поселенців козацького полку.
Відчутного удару зазнало польське населення України після поразки повстання 1830—1831 рр. Царський уряд конфіскував маєтки польських поміщиків — учасників повстанського руху. Було вжито ряд репресивних заходів до польської освіти та культури. Таким чином у 30—40-х рр. XIX ст. поляки на правобережжі з панівної нації перетворилися на соціально пригнічений етнос, який надалі помітно зменшився кількістю. Водночас чимало поляків, що втратили маєтки, поселилися у Києві, Одесі, Харкові, Миколаєві та ін. За переписом 1897 року їх кількість становила 1,6 % населення України (без західних земель).

### ХХ—XXIст.
У 1925—1935 роках на Житомирщині існував Мархлевський польський національний район, у якому мешкало 28 332 поляків, що становило 69,4 % населення.
Після Другої світової війни чисельність польського населення України скоротилася внаслідок здійснення репатріаційних договорів між ПНР і СРСР. З Рядянського Союзу було репатрійовано близько 1526 тис. поляків, у тому числі з УРСР — 810,4 тис. чоловік (91,6 % всього польського населення).

## Динаміка чисельності
Чисельність поляків та їх частка у населенні України в сучасних межах

1795 — 660,3 тис. (6,2% населення)

1858 — 835,2 тис. (4,9%)

1920 / 26 — 1550,0 тис. (4,6%)

1939 — 2104,7 тис. (5,1%)

1959 — 363,3 тис. (0,9%)

1970 — 235,1 тис. (0,6%)

1979 — 258,3 тис. (0,5%)

1989 — 219,2 тис. (0,4%)

2001 — 144,1 тис. (0,3%)

Динаміка чисельності поляків у деяких регіонах за переписами, тис.:
|                       | 1959  | 1970  | 1979  | 1989  | 2001  |
| Житомирська область   | 103,0 | 90,7  | 82,4  | 69,4  | 49,0  |
| Хмельницька область   | 70,1  | 52,6  | 43,9  | 36,7  | 23,0  |
| Львівська область     | 59,1  | 41,5  | 32,9  | 26,9  | 18,9  |
| Тернопільська область | 23,5  | 14,7  | 9,2   | 6,8   | 3,8   |
| Вінницька область     | 20,8  | 13,4  | 10,8  | 8,4   | 3,7   |
| Київ                  | 8,5   | 9,7   | 10,5  | 10,4  | 6,9   |
| Україна               | 363,3 | 295,1 | 258,3 | 219,2 | 144,1 |

Динаміка частки поляків у населенні:
|                       | 1959  | 1970  | 1979  | 1989  | 2001  |
| Житомирська область   | 6,3%  | 5,6%  | 5,2%  | 4,5%  | 3,5%  |
| Хмельницька область   | 4,4%  | 3,3%  | 2,8%  | 2,6%  | 1,6%  |
| Львівська область     | 2,8%  | 1,7%  | 1,3%  | 1,0%  | 0,7%  |
| Тернопільська область | 2,2%  | 1,3%  | 0,8%  | 0,6%  | 0,3%  |
| Вінницька область     | 1,0%  | 0,6%  | 0,5%  | 0,4%  | 0,2%  |
| Київ                  | 0,8%  | 0,6%  | 0,5%  | 0,4%  | 0,3%  |
| Україна               | 0,87% | 0,63% | 0,52% | 0,43% | 0,30% |

## Розселення
За даними перепису 2001 року в Україні налічувалось 144 130 поляків (у 1989 р. — 219 200). Найбільше їх проживало у правобережних областях, особливо Житомирській, Хмельницькій та Львівській.
| регіон                    | чисельність поляків 2001 | частка у населенні |
| Житомирська область       | 49 046                   | 3,53%              |
| Хмельницька область       | 23 005                   | 1,61%              |
| Львівська область         | 18 948                   | 0,73%              |
| м. Київ                   | 6 924                    | 0,27%              |
| Донецька область          | 4 343                    | 0,09%              |
| Автономна Республіка Крим | 3 879                    | 0,19%              |
| Тернопільська область     | 3 856                    | 0,34%              |
| Вінницька область         | 3 794                    | 0,22%              |
| Чернівецька область       | 3 367                    | 0,37%              |
| Дніпропетровська область  | 3 288                    | 0,09%              |
| Одеська область           | 3 247                    | 0,13%              |
| Київська область          | 2 846                    | 0,16%              |
| Луганська область         | 2 107                    | 0,08%              |
| Рівненська область        | 2 031                    | 0,17%              |
| Харківська область        | 1 936                    | 0,07%              |
| Івано-Франківська область | 1 864                    | 0,13%              |
| Запорізька область        | 1 774                    | 0,09%              |
| Херсонська область        | 1 625                    | 0,14%              |
| Миколаївська область      | 1 317                    | 0,10%              |
| Полтавська область        | 813                      | 0,05%              |
| Волинська область         | 788                      | 0,07%              |
| Черкаська область         | 729                      | 0,05%              |
| м. Севастополь            | 580                      | 0,15%              |
| Кіровоградська область    | 556                      | 0,05%              |
| Чернігівська область      | 528                      | 0,04%              |
| Закарпатська область      | 518                      | 0,04%              |
| Сумська область           | 421                      | 0,03%              |
| Україна                   | 144 130                  | 0,30%              |

Райони компактного розселення поляків за переписом 2001 р.:
- Баранівський район Житомирської обл. — 10,7%
- Романівський район Житомирської обл. — 10,6%
- Пулинський район Житомирської обл. — 8,9%
- Мостиський район Львівської обл. — 7,6%
- Городоцький район Хмельницької обл. — 7,2%
- Ємільчинський район Житомирської обл. — 6,8%
- Полонський район Хмельницької обл. — 6,6%
- Хорошівський район Житомирської обл.  — 5,9%

| Населення  | Кількість |        |
| ---------- | --------- | ------ |
| міського   | 99.646    | 69,1%  |
| сільського | 44.484    | 30,9%  |
| Всього     | 144.130   | 100,0% |

Для поляків України дуже характерні процеси старіння, що пов'язані передусім з асиміляцією, та, меншою мірою, міграцією. Процесам асиміляції сприяє відсутність місць компактного проживання поляків (за винятком деяких сіл у Львівській, Чернівецькій, Хмельницькій та Житомирській областях) та мовною асиміляцією (тільки 13% українських поляків назвали рідною польську, 71% — українську).
| Вікова структура, 2001 рік | Вікова структура, 2001 рік | Вікова структура, 2001 рік |
| Вік                        | Чисельність                |                            |
| -------------------------- | -------------------------- | -------------------------- |
| 0-14                       | 11.019                     | 7,6%                       |
| 15-64                      | 93.200                     | 64,7%                      |
| >65                        | 39.911                     | 27,7%                      |

За результатами перепису 1959 р. в УРСР мешкало 363 297 поляків, переважно в Галичині, Поділлі та у Житомирській області.
Місцями компактного проживання поляків у 1959 р. були:
- Баранівський район Житомирської обл. — 17,6%
- Дзержинський район Житомирської обл. — 16,4%
- Червоноармійський район Житомирської обл. — 15,8%
- Мостиський район Львівської обл. — 15,0%
- Волочиський район Хмельницької обл. — 14,3%
- Городоцький район Хмельницької обл. — 13,8%
- Ємільчинський район Житомирської обл. — 13,3%
- Володарсько-Волинський район Житомирської обл. — 12,1%
- Полонський район Хмельницької обл. — 12,0%
- Хмельницький район Хмельницької обл. — 11,2%
- Барашівський район Житомирської обл. — 11,1%
- Скалатський район Тернопільської області — 10,1%
- Житомирський район Житомирської обл. — 9,7%
- Сатанівський район Хмельницької обл. — 9,4%
- Летичівський район Хмельницької обл. — 8,0%
- Плужнянський район Хмельницької обл. — 7,5%
- Бердичівський район Житомирської обл. — 7,3%
- Новоград-Волинський район Житомирської обл. — 7,3%
- Шепетівський район Хмельницької обл. — 7,2%
- Самбірський район Львівської обл. — 6,5%
- Нижанковицький район Львівської обл. — 5,9%
- Красилівський район Хмельницької обл. — 5,7%
- Уланівський район Вінницької обл. — 5,6%
- Турківський район Львівської обл. — 5,1%

## Мова
Мовна ситуація серед поляків в Україні є досить складною і відображає багатовікову історію та асиміляційні процеси. Хоча польська мова є їхньою етнічною мовою, не всі поляки в Україні вільно нею володіють або вважають її рідною. Більшість поляків в Україні є білінгвами, тобто володіють двома мовами. Переважно це українська та російська мови. За переписом 2001 року, лише близько 13% поляків в Україні назвали польську мову рідною. Це свідчить про високий рівень асиміляції, особливо щодо мови.

Українська мова є домінуючою мовою спілкування для більшості українських поляків, особливо на Західній Україні, де українська мова є поширеною, а також серед молоді та в містах. 71% поляків за переписом 2001 року назвали українську мову рідною. У деяких селах та невеликих містах Житомирської, Хмельницької, Львівської та Тернопільської областей, де історично компактно проживали поляки, польська мова (часто у вигляді місцевих говірок) краще зберігається, особливо серед старшого покоління.
| Рідна мова поляків України за переписом 2001 року | Рідна мова поляків України за переписом 2001 року | Рідна мова поляків України за переписом 2001 року |
| ------------------------------------------------- | ------------------------------------------------- | ------------------------------------------------- |
| Українська                                        | 71,0%                                             |                                                   |
| Російська                                         | 15,6%                                             |                                                   |
| Польська                                          | 12,9%                                             |                                                   |
| Інша                                              | 0,5%                                              |                                                   |

|            | 1926  | 1959  | 1970  | 1979  | 1989  | 2001  |
| польська   | 44,2% | 18,8% | 14,9% | 14,1% | 12,5% | 12,9% |
| українська | 48,4% | 68,4% | 68,6% | 66,1% | 66,6% | 71,0% |
| російська  | 6,9%  | 12,5% | 16,1% | 19,3% | 20,3% | 15,6% |
| інші мови  | 0,5%  | 0,3%  | 0,4%  | 0,5%  | 0,6%  | 0,5%  |
|            |       |       |       |       |       |       |

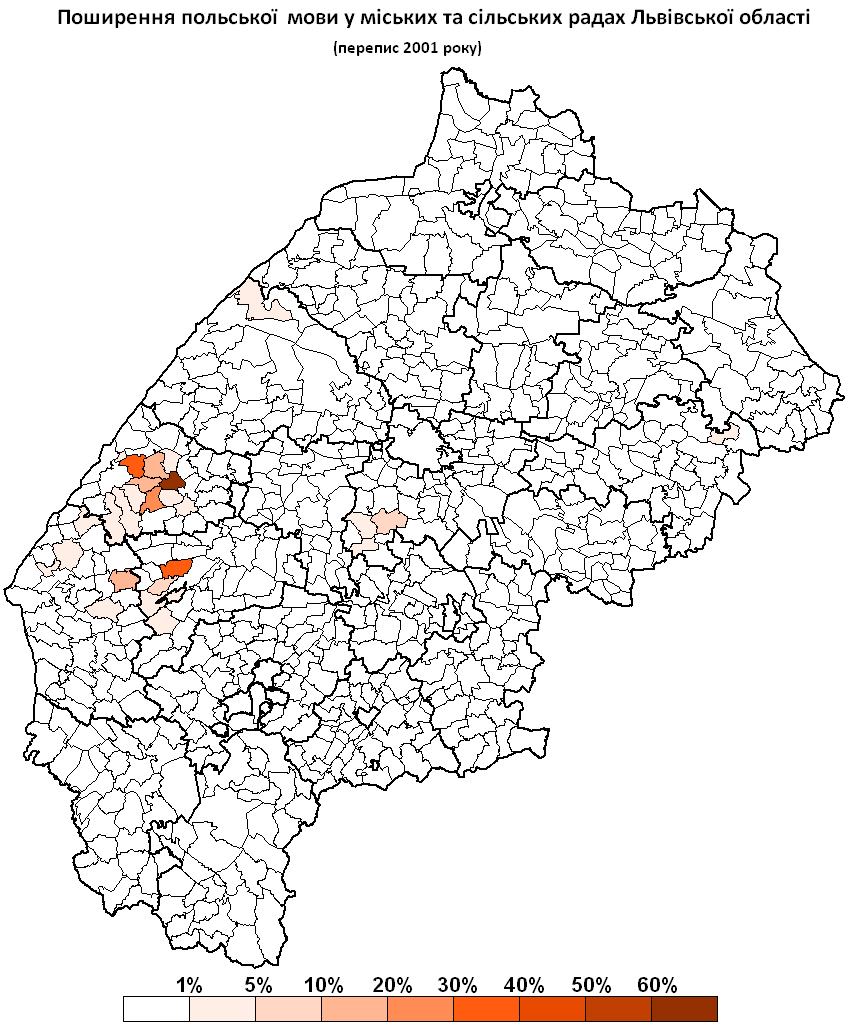
Поширення польської мови у Львівській області за переписом 2001 р.

За переписом 2001 року, серед поляків України вказали на вільне володіння мовами:
- українською — 94,6%
- російською — 54,7%
- польською — 27,6%

За переписом 1970 року, серед поляків Української РСР вказали на вільне володіння мовами:
- українською — 83,9%
- російською — 41,9%
- польською — ~30%

Населені пункти, у яких польську мову назвали рідною понад 20% населення.
| Населений пункт     | Район            | Область     | % польськомовних |
| ------------------- | ---------------- | ----------- | ---------------- |
| с. Стрілецьке       | Мостиський       | Львівська   | 97,7             |
| с. Лановичі         | Самбірський      | Львівська   | 91,0             |
| с. Олександрівка    | Старосинявський  | Хмельницька | 78,1             |
| с. Добощівка        | Мостиський       | Львівська   | 64,3             |
| с. Мацьківці        | Хмельницький     | Хмельницька | 63,9             |
| с. Стара Красношора | Сторожинецький   | Чернівецька | 61,6             |
| с. Пнікут           | Мостиський       | Львівська   | 48,1             |
| с. Липники          | Мостиський       | Львівська   | 41,4             |
| с. Тщенець          | Мостиський       | Львівська   | 34,7             |
| с. Кордонівка       | Ружинський       | Житомирська | 33,3             |
| с. Крисовичі        | Мостиський       | Львівська   | 32,2             |
| с. Волиця           | Мостиський       | Львівська   | 30,3             |
| с. Аршиця           | Сторожинецький   | Чернівецька | 25,2             |
| с. Сусідовичі       | Старосамбірський | Львівська   | 21,5             |
|                     |                  |             |                  |

### Особливості діалекту
"Кресові" діалекти (Kresowe dialekty): Історично на теренах сучасної України, що раніше належали до Речі Посполитої (т. зв. "Креси Східні"), поширювалися специфічні польські діалекти, які мали значний вплив української мови. Ці діалекти, зокрема так звана "львівська ґвара" (Lwowska gwara), містили багато запозичень з української, німецької та інших мов. З часом ці діалекти зазнали змін, але їхні сліди все ще можна почути в мовленні старших людей.
Вплив української мови: Мова українських поляків, навіть тих, хто вважає польську рідною, часто має певні відмінності від сучасної літературної польської мови, що обумовлено багаторічним впливом українського мовного середовища (лексичні запозичення, фонетичні особливості, інколи граматичні конструкції).

## Релігія
Переважна більшість поляків, що проживають в Україні, сповідують римо-католицизм. Для багатьох поляків в Україні, особливо старшого покоління та мешканців сільської місцевості, римо-католицька церква є не лише місцем богослужінь, а й центром збереження польської культури, мови та традицій. Багато богослужінь у римо-католицьких костелах, особливо в регіонах компактного проживання поляків (наприклад, Житомирщина, Хмельниччина), проводяться польською мовою. 
Впродовж століть, особливо під час перебування українських земель у складі Речі Посполитої, римо-католицизм був тісно пов'язаний з польською шляхтою та магнатами, що сприяло його поширенню та закріпленню серед польської громади на цих територіях. Навіть у часи радянських репресій, коли католицька церква зазнавала переслідувань, віра допомагала полякам зберігати свою національну ідентичність. 
Хоча переважна більшість є римо-католиками, можуть бути й представники інших християнських конфесій. Внаслідок історичних процесів та змішаних шлюбів, деякі люди польського походження можуть належати до Православної або Української греко-католицької церкви, хоча це менш поширено. 

## Відомі українські поляки

### Воєводи
1. Станіслав Жолкевський

### Політичні діячі
1. Предслав Лянцкоронський
2. Криштоф Нечковський
3. Самійло Зборовський
4. Криштоф Косинський
5. Стефан Куницький
6. Михайло Чайковський
7. Францішек Потоцький

### Діячі культури
1. Казимир Малевич
2. Юліуш Зарембський
3. Джозеф Конрад (Юзеф Теодор Конрад Коженьовський)
4. Генріх Семирадський

### Архітектори
1. Владислав Городецький
2. Кароль Іваницький

### Релігійні діячі
1. Ян Ценський
2. Ян Ольшанський
3. Мар'ян Яворський
4. Ян Пурвінський
5. Броніслав Бернацький

## Галерея

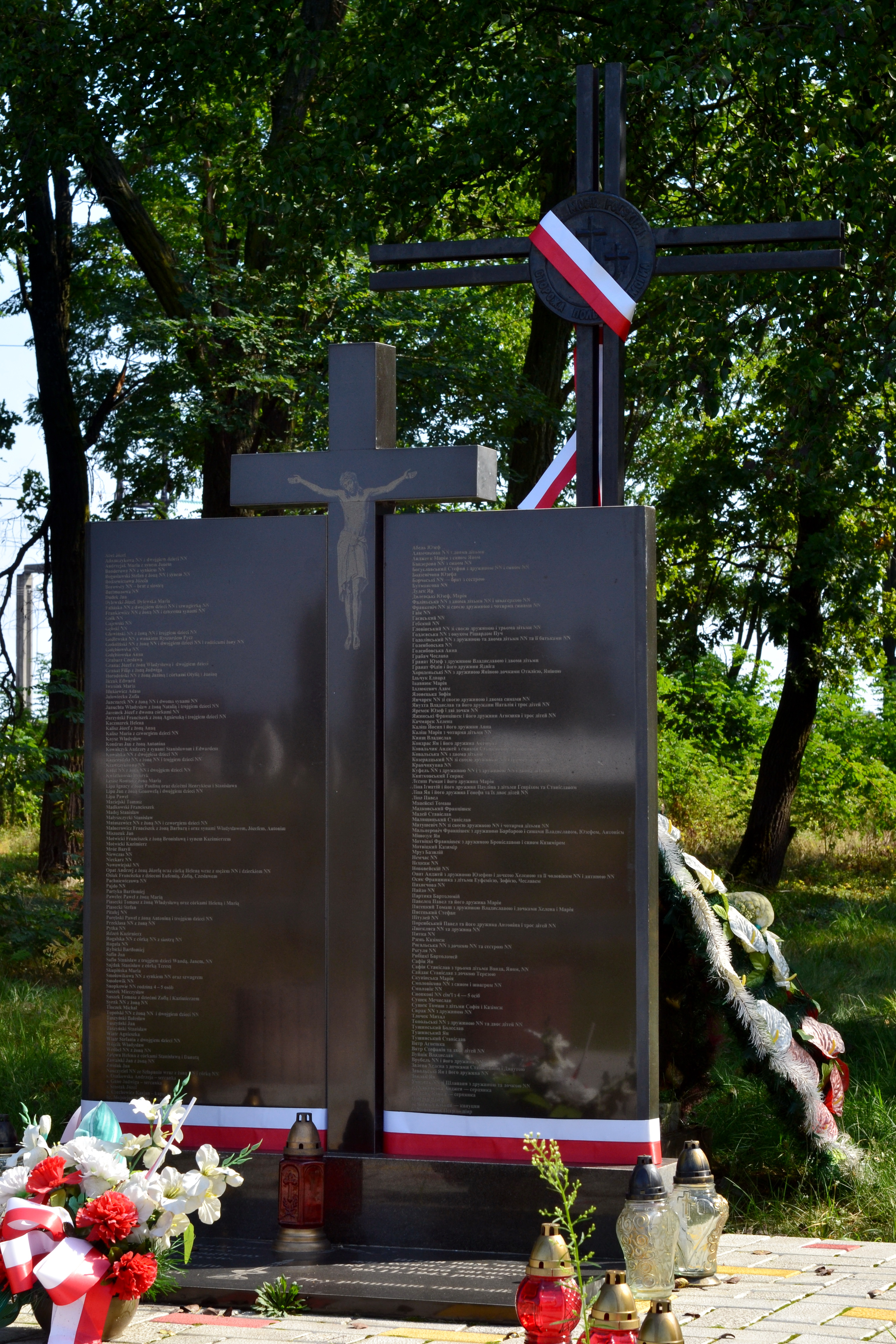
Польський цвинтар у місті Любешів Волинської області
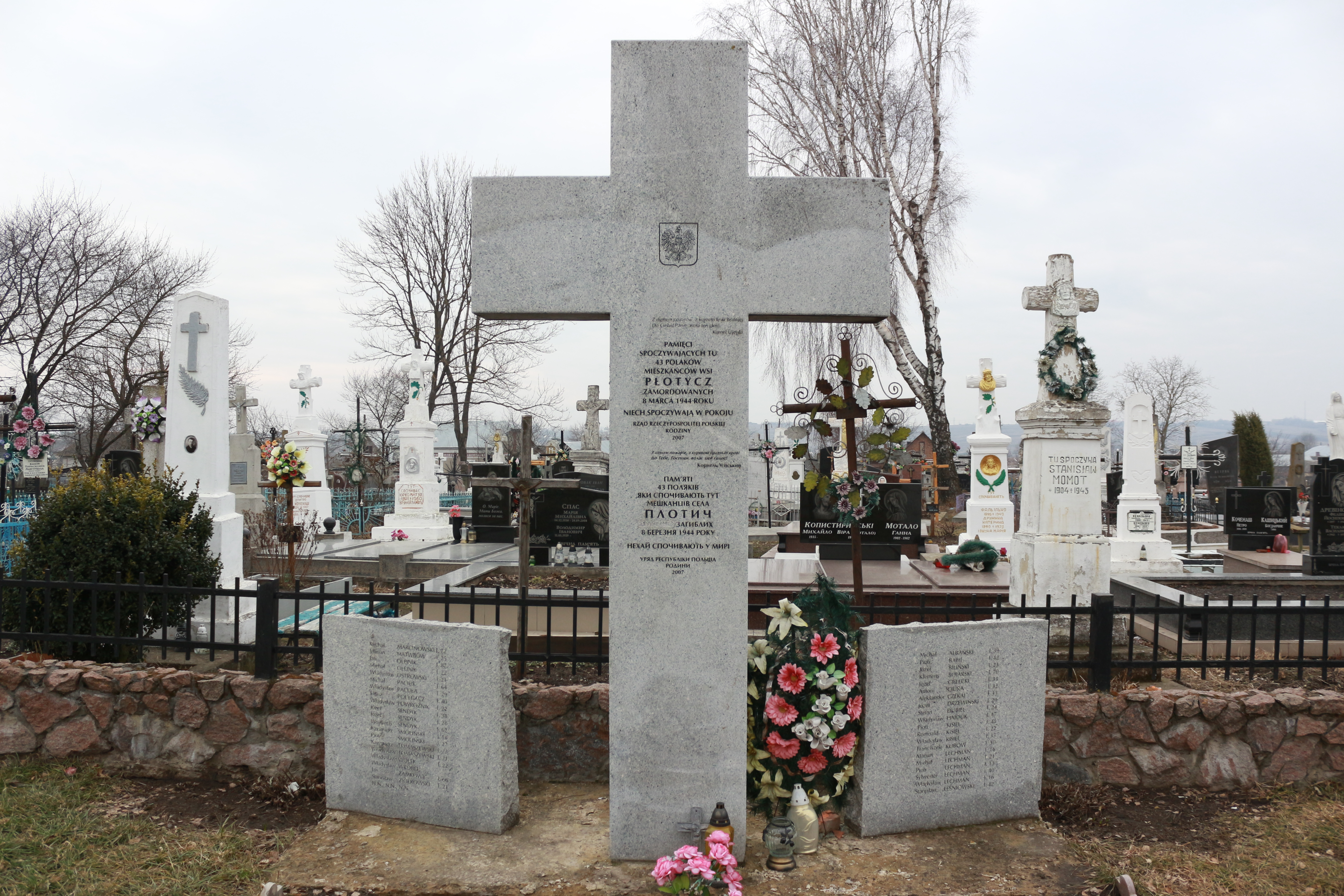
Братська могила поляків у селі Плотича Тернопільської області
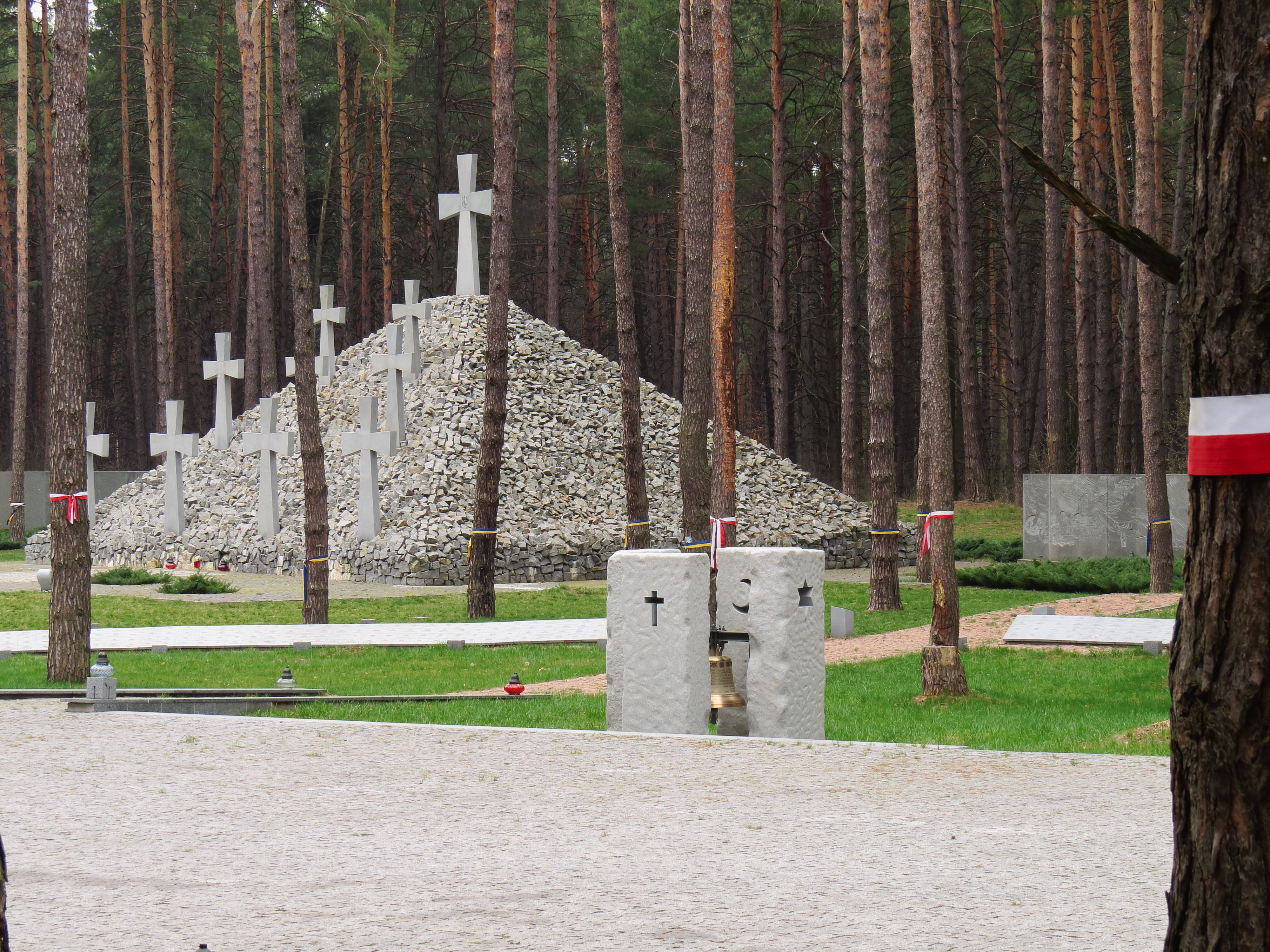
Польський військовий цвинтар у Биківні, місто Київ
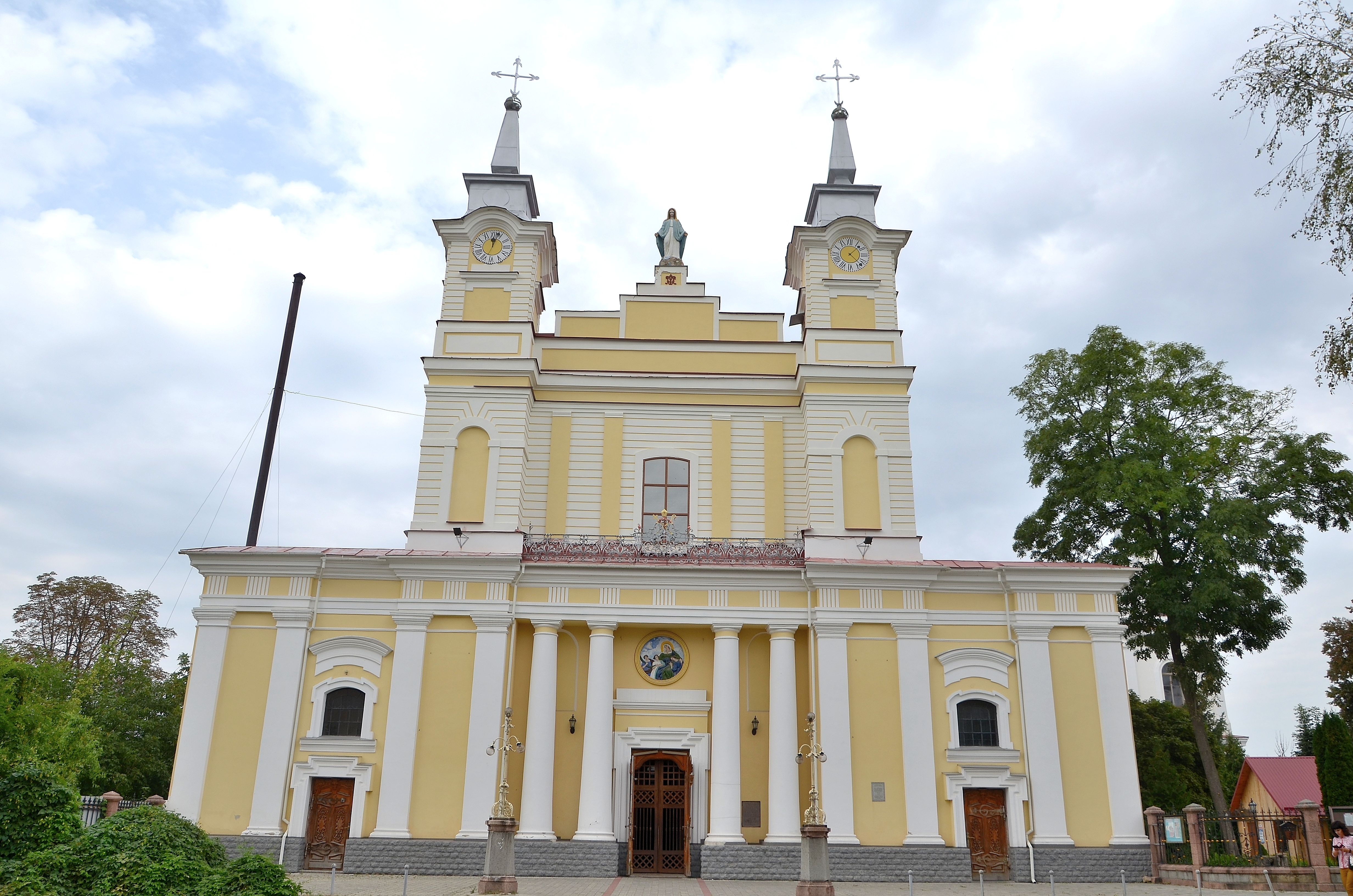
Кафедральний костел Святої Софії у місті Житомир